# 37号州际公路
37号州际公路（英語：Interstate 37）是一条南北方向的州际公路。该公路连接了德克萨斯州科珀斯克里斯蒂 (得克萨斯州)和圣安东尼奥，全长143英里。